# Petra Herrera

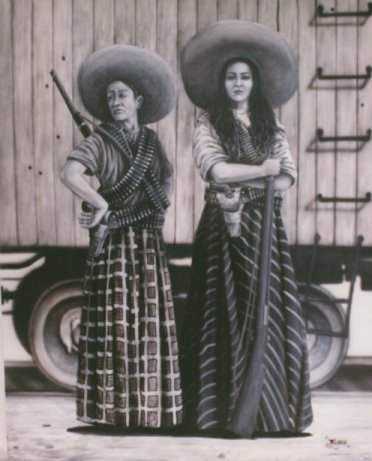
Soldaderas

Petra Herrera (auch Pedro Herrera; * 29. Juni 1887; † 14. Februar 1916) war eine Soldadera während der Mexikanischen Revolution. Sie war eine Bewunderin und Unterstützerin von Pancho Villa.

## Biografie
Über ihre Jugendzeit ist so gut wie nichts bekannt. Um das Jahr 1912 schloss sie sich – in Männerkleidung – den Aufständischen (insurgentes) in der mexikanischen Armee an; sie „rasierte“ sich jeden Morgen. Nach kleineren militärischen Erfolgen und aufgrund ihrer starken Persönlichkeit gelangte sie im Rang eines Hauptmanns (capitán) an die Spitze einer 200 Mann starken Kompanie. Pancho Villa jedoch schloss sie aus der Armee aus, woraufhin sie eine Frauenbrigade gründete, die am 30. Mai 1914 die Stadt Torreón einnahm. Kurz darauf wurde ihre auf 1000 Frauen angewachsene Einheit aufgelöst und sie wurde – als Kellnerin verkleidet – als Spionin tätig. Eine Horde betrunkener Banditen erschoss sie während eines Streits; sie überlebte zwar, doch starb sie kurz darauf an einer Wundentzündung.